# قاضی چاک
قاضی چاک، روستایی از توابع بخش رحیم‌آباد شهرستان رودسر در استان گیلان ایران است.

## جمعیت
این روستا در دهستان سیارستاق ییلاقی قرار دارد و براساس سرشماری مرکز آمار ایران در سال ۱۳۸۵، جمعیت آن ۶۴ نفر (۲۷خانوار) بوده‌است.